# Moschee von Perm

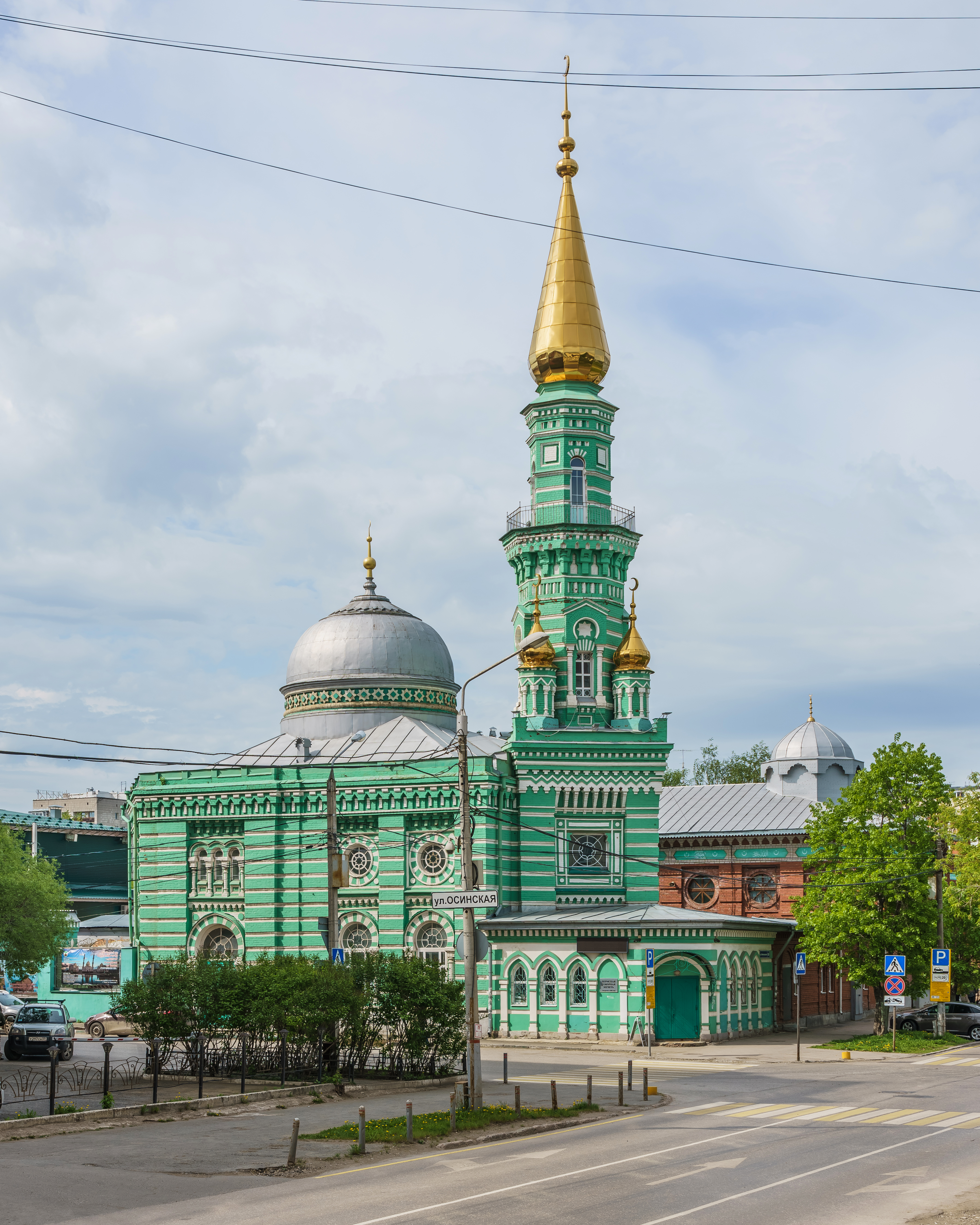
Moschee von Perm

Die Moschee von Perm (russisch Пермская соборная мечеть) wurde in den Jahren 1902 bis 1903 als erste Moschee der im Uralvorland liegenden russischen Stadt Perm errichtet; der Bau wurde von ansässigen tatarischen Händlerfamilien finanziert, entworfen wurde das Gebäude von dem Architekten Alexander Ozhegow.
Die muslimische Gemeinde bekam im Jahr 1901 die Erlaubnis zum Bau einer Moschee in dem dicht besiedelten tatarischen Viertel der Stadt, und am 23. September 1903 konnte der Bau bereits eingeweiht werden. 
Infolge der antireligiösen Maßnahmen innerhalb der Sowjetunion wurde sie am 11. September 1936 geschlossen. Laut Angaben der Webseite der Moschee gab es im Oktober 1937 zehn Festnahmen von Muslimen, darunter waren wohl auch der Imam der Gemeinde sowie weitere Personen des Moscheevorstands; alle Mitglieder des Vorstands der Permer Moschee sollen erschossen worden sein. 1940 ging die Moschee in staatlichen Besitz über.
Am 4. April 1990 wurde die Moschee wieder der muslimischen Gemeinde übergeben.